# Calycomyza exquisita
Calycomyza exquisita este o specie de muște din genul Calycomyza, familia Agromyzidae, descrisă de Spencer în anul 1963. Conform Catalogue of Life specia Calycomyza exquisita nu are subspecii cunoscute.